# Flora Europaea
A Flora Europaea é uma enciclopédia de plantas, em 5 volumes, publicada entre 1964 e 1993 pela Cambridge University Press.

## História
A ideia da publicação de uma Flora pan-europeia surgiu durante o 8.º Congresso Internacional de Botânica, que reuniu em Paris no ano de 1954. Em 1957, o Science and Engineering Research Council (Conselho de Investigação em Ciência e Engenharia) do Reino Unido financiou a criação de um secretariado, composto por três pessoas, para coordenar o porjecto. Em resultado desse financiamento, em 1964 foi publicado o Volume 1 da Flora Europaea, estabelecendo o projecto como essencialmente britânico, embora envolvendo investigadores de toda a Europa. Ao volume inicial seguiram-se outros, tendo o projecto culminado em 1980 com a publicação do Volume 5, dedicado às monocotiledóneas.
Os direitos resultantes da publicação foram colocados sob a administração da Sociedade Lineana de Londres, o que permitiu financiar o Doutor John Akeroyd na coordenação do projecto.
Uma versão revista do Volume 1 foi lançada pela Linnean Society a 11 de Março de 1993.
Está em curso a preparaçãi de uma segunda edição da obra, embora esteja a ser dada mais ênfase a projectos de disponibilização de informação atraveés da Internet, entre os quais o Euro+Med PlantBase, empreendimento financiado pela União Europeia.

## Volumes
A Flora Europaea está organizada em cinco volumes, ordenado por famílias de acordo com a organização filogenética prevalecente ao tempo. Os volumes são so seguintes:
- Volume 1: Lycopodiaceae a Platanaceae

Publicado em 1964
- Volume 2: Rosaceae a Umbelliferae

ISBN 052106662X
ISBN 978-0521066624
Publicado : 1 de Dezembro de 1968 (486 páginas)
- Volume 3: Diapensiaceae a Myoporaceae

ISBN 052108489X
ISBN 978-0521084895
Publicado : 28 de Dezembro de 1972 (399 páginas)
- Volume 4: Plantaginaceae a Compositae (e Rubiaceae)

ISBN 0521087171
ISBN 978-0521087179
Publicado : 5 de Agosto de 1976 (534 páginas)
- Volume 5: Alismataceae a Orchidaceae

ISBN 052120108X
ISBN 978-0521201087
Publicado : 3 de Abril de 1980 (476 páginas)
- Volume 1 (revisto): Lycopodiaceae a Platanaceae

ISBN 052141007X
ISBN 978-0521410076
Publicado : 22 de Abril de 1993 (629 páginas)
- A obra foi também integralmente publicada em formato digital (CD-ROM):

ISBN 0521805708
ISBN 978-0521805704
Publicado : 6 de Dezembro de 2001 (2392 páginas)

## Editores
Os editores de cada um dos volumes foram:
Thomas Gaskell Tutin (1908–1987) – Professor de Botânica na Universidade de Leicester
Vernon Heywood (b. 1927) – Cientista chefe na IUCN e professor emérito de conservação das plantas da Universidade de Reading
Alan Burges (1911–2002) – Professor de Botânica na Universidade de Liverpool
David Valentine (1912–1987) – Professor de Botânica na Universidade de Durham até 1966, depois na Universidade de Manchester
Foi editori da edição revista do Volume 1:
David Moore – Professor emérito de Botânica na Universidade de Reading
A edição digital foi coordenada por:
Max Walters (1920–2005) – Director do Jardim Botânico da Universidade de Cambridge
David Webb (1912–1994) – Professor de Botânica no Trinity College de Dublin

## Códigos geográficos
A distribuição geográfica dos taxa é indicada recorrendo a um código composto por duas letras. A tabela seguinte apresenta os códigos utilizados:
| Código | Região |
| ------ | --- |
| Al     | Albânia |
| Au     | Áustria com o Liechtenstein |
| Az     | Açores |
| Be     | Bélgica |
| Bl     | Ilhas Baleares |
| Br     | Grã Bretanha, incluindo Orkney, Shetland e a Ilha de Man; excluindo as Ilhas do Canal e a Irlanda do Norte                                                  |
| Bu     | Bulgária |
| Co     | Córsega (Corsica) |
| Cr     | Kriti (Creta com Cárpatos, Kasos e Gavdos) |
| Cz     | Checoslováquia (República Checa e Eslováquia) |
| Da     | Dinamarca |
| Fa     | Færöer (Ilhas Faroé) |
| Fe     | Finlândia (Fennia), incluindo Ahvenanmaa (Ilhas Åland) |
| Ga     | França (Gallia), com Ilhas do Canal (Îles Normandes) e Mónaco; excluindo a Córsega (Corsica)                                                                |
| Ge     | Alemanha |
| Gr     | Grécia, excluindo as ilhas agrupadas com Creta (Kriti supra) e as localizadas fora da Europa (conforme a divisão continental adoptada para a Flora Europaea |
| Hb     | Irlanda (Hibernia); inclui a República da Irlanda e a Irlanda do Norte                                                                                      |
| He     | Suíça (Helvetia) |
| Ho     | Países baixos (Hollandia) |
| Hs     | Espanha (Hispania) com Gibraltar e Andorra; exclui as Ilhas Baleares                                                                                        |
| Hu     | Hungria |
| Is     | Islândia |
| It     | Itália, incluindo o arquipélago Toscano; exclui a Sardenha e a Sicília                                                                                      |
| Ju     | Jugoslávia |
| Lu     | Portugal (Lusitânia) |
| No     | Noruega |
| Po     | Polónia |
| Rm     | Roménia |
| Rs     | Territórios da antiga União Soviética |
| Rs(N)  | Divisão Nórdica: Europa árctica, Karelo-Lapland, Dvina-Pecora                                                                                               |
| Rs(B)  | Divisão Báltica: Estónia, Latvia, Lituânia, Kaliningradskaja Oblast                                                                                         |
| Rs(C)  | Divisão Central: Ladoga-Ilmen, Alto Volga, Volga-Kama, Alto Dnepr, Volga-Don, Ural                                                                          |
| Rs(W)  | Divisão Sudoeste: Moldávia, Médio Dnepr, Mar Negro, Alto Dnestr                                                                                             |
| Rs(K)  | Krym (Crimeia) |
| Rs(E)  | Divisão Sueste: Baixo Don, Região do Baixo Volga e Transvolga                                                                                               |
| Sa     | Sardenha (Sardinia) |
| Sb     | Svalbard, incluindo Spitsbergen, Björnöya (Ilha do Urso) e Jan Mayen                                                                                        |
| Si     | Sicília, com Pantelleria, ilhas Pelagie, ilhas Lipari e Ustica; inclui também o arquipélago de Malta                                                        |
| Su     | Suécia (Suecia), incluindo Öland e Gotland |
| Tu     | Turquia (parte europeia), incluindo Gökçeada (Imroz) |